# Мёдушевский, Михал
Михал Марцин Мёдушевский (пол. Michał Marcin Mioduszewski, 16 сентября 1787, Варшава — 30 мая 1868, Краков) — польский католический священник, композитор, собиратель религиозной музыки.

## Биография
Родился 16 сентября 1787 года в Варшаве. В 1804 году вступил в Конгрегацию миссий св. Викентия де Поля в Кракове, затем учился философии и теологии в семинарии при Костеле св. Креста в Варшаве, там же в 1810 году принял сан.
Занимался дидактической деятельностью в семинариях Варшавы, Влоцлавека и Кракова, с 1820 по 1825 год возглавлял семинарию при костеле лазаристов в краковском Страдоме, преподавал литургику, догматику и григорианское пение, а также теологию в Ягеллонском университете.
Умер 30 мая 1868 года в Кракове, похоронен в гробнице монахов-лазаристов на Раковицком кладбище.

## Деятельность
В 1830-х годах приступил к активному сбору, обработке и изданию польских церковных песнопений, распространенных прежде всего на землях, после разделов Речи Посполитой отошедших Австрийской империи. Результатом его работы стало издание в 1838 году фундаментального церковного песенника с несколькими дополнениями, а в 1843 году — сборника народных коляд и пасторалей.
Песенник имел прикладной характер и был призван сохранить и популяризировать исчезающие на тот момент варианты, восходящие к средневековому григорианскому хоралу. Впервые привел нотную запись многих произведений, впоследствии ставших классическими (в частности, Lulajże, Jezuniu, Przybieżeli do Betlejem, Wśród nocnej ciszy, Gore gwiazda Jezusowi), сочинил ряд мелодий. Научную коллекцию и труды впоследствии передал варшавским лазаристам.
Внес вклад в развитие польской литургической музыки как собиратель песен и композитор. Его деятельность стала образцом, в частности, для этнографа и фольклориста Оскара Кольберга, собранным музыкальным и литературным материалом пользовались Станислав Монюшко, Винценты Поль, Зыгмунт Носковский, Витольд Лютославский и другие композиторы, а также современные этнографы и музыковеды.